# Грегорова Вјеска
Грегорова Вјеска (слч. Gregorova Vieska) насељено је мјесто са административним статусом сеоске општине (слч. obec) у округу Лучењец, у Банскобистричком крају, Словачка Република.

## Становништво
| Година:    | 1994. | 2004.   | 2014.   | 2024.   |
| ---------- | ----- | ------- | ------- | ------- |
| Број људи: | 137   | 144     | 141     | 140     |
| Разлика:   |       | +5,10 % | -2,08 % | -0,70 % |

| Година:    | 2023. | 2024. |
| ---------- | ----- | ----- |
| Број људи: | 140   | 140   |
| Разлика:   |       | +0 %  |

Према подацима о броју становника из 2024. године насеље је имало 140 становника.